# Kanton Rosporden
Der Kanton Rosporden war bis 2015 ein französischer Wahlkreis im Arrondissement Quimper, im Département Finistère und in der Region Bretagne; sein Hauptort war Rosporden.

## Gemeinden
Der Kanton umfasste vier Gemeinden:
| Gemeinde  | Bretonisch | Einwohner | Fläche in km² | Code postal | Code Insee |
| --------- | ---------- | --------- | ------------- | ----------- | ---------- |
| Elliant   | Eliant     | 3.379     | 70.30         | 29370       | 29049      |
| Rosporden | Rosporden  | 7.580     | 57.37         | 29140       | 29241      |
| Saint-Yvi | Sant-Ivi   | 3.418     | 27.05         | 29140       | 29272      |
| Tourch    | Tourc'h    | 1.004     | 19.70         | 29140       | 29281      |
| Kanton    | Rosporden  | 14.515    | 174.42        | -           | 2937       |

## Bevölkerungsentwicklung
| 1962   | 1968   | 1975   | 1982   | 1990   | 1999   | 2006   | 2012   |
| ------ | ------ | ------ | ------ | ------ | ------ | ------ | ------ |
| 12.058 | 11.457 | 11.805 | 12.265 | 12.282 | 12.384 | 13.534 | 14.515 |